# Notomulciber klapperichi
Notomulciber klapperichi là một loài bọ cánh cứng trong họ Cerambycidae.